# کودای سنگا
کودای سنگا (انگلیسی: Kodai Senga؛ زادهٔ ۳۰ ژانویهٔ ۱۹۹۳) بازیکن بیسبال اهل ژاپن است.